# Cash Cash
Cash Cash（又稱為錢錢三人組）是一个来自美国新泽西州罗斯兰的美国电子音乐团体。该小组目前由三位DJ组成：Jean-Paul Makhlouf和Alex Makhlouf兄弟以及Samuel Frisch。他们的音乐均由他们的三人组合制作、录制、混录并所有。目前，他们与全球华纳音乐集团的子公司Big Beat唱片和大西洋唱片签约。迄今为止，该组合最高排名的歌曲是由Bebe Rexha演唱的《Take Me Home》 。截至2016年，该乐队已发行了四张正式专辑、一系列迷你专辑和单曲，为Krewella、Capital Cities、Kelly Clarkson、Katy Perry、Bruno Mars、Showtek、和Icona Pop等制作官方混音，并共同创作Krewella的单曲《Live for the Night》。

## 音乐生涯

### 2002－2007年：早年经历
起初，Cash Cash成员Jean-Paul Makhlouf和Sam Frisch于2002年组成了The Consequence乐队。以The Consequence之名，乐队独立发行了三张专辑：《Your Own Place》 （2004），《The Consequence》（2005），和《By The Bedside》（2006）。该乐队在经历了数次键盘手和鼓手的更换之后，终于在2007年确定了Alexander Makhlouf和鼓手Anthony Villacari的加入。

### 2008－2010年：《Take It to the Floor》
2008年初，乐队更名Cash Cash，成员为Jean-Paul Makhlouf，Alexander Makhlouf和Samuel Frisch。他们使用Cash Cash这个名字，是由于他们因未给之前的名字“The Consequence”注册商标而产生了法律问题。在一次采访中，让－保罗说：“基本上我们是在之前的小团体中成长的，我們也从未想过要对（原本的）名字进行版权保护，毕竟当你只是个年轻的地方车库乐队时，你没那個钱，也不會覺得这真的有多重要。不過在我们签署了第一份唱片合约之后，它确实显得有些重要了。擁有（之前的）名字的人發來一堆法律聲明，給我們帶來很大的打擊——这个老代理人想要毁了我们；所以当我们想办法让乐队重振旗鼓时，我就在想，应该把我們的團叫做『Cash Cash』，因为每个人都想賺我們的錢，但我們一毛錢都還沒有。”
他们与环球唱片公司签约，不久后发布了一张迷你专辑，该专辑在Billboard Heatseekers排行榜上排名第24位。2008年，乐队与Tyga、Metro Station、Boys Like Girls、The White Tie Affair和Forever The Sickest Kids等乐队一起巡回演出。他们的首张专辑由环球唱片公司于2008年12月23日以數位形式在iTunes上发行，实体版于2009年1月20日发行，并在Heatseekers排行榜上排名第31位。在2008年和2009年冬季，乐队与We The Kings和Hey Monday进行了热门话题店内巡演，表演了不插电歌曲并进行签名。2009年4月，Cash Cash在Let it Rock巡演中与Kevin Rudolf、Hyper Crush和Jeremy Greene一同巡回演出。2009年5月，乐队在Bamboozle主舞台表演，随后在英国Cobra Starship的开幕式上演出。同年夏天，他们在Vans Warped Tour上演出。同年秋天，他们与Family Force 5和Breathe Carolina一同巡回演出。
在2009年末和2010年，乐队发行了几张单曲，它们未收录于专辑或迷你专辑中，包括一张Cascada单曲《Everytime We Touch》（与说唱歌手MC Oz合唱）的翻唱。2010年冬季，该乐队继续巡演，并与The All-American Rejects、Cobra Starship、All Time Low一起在西雅图Kiss FM节目《Jingle Bell Bash》中表演。在2010年二月末与初春，该乐队进行了他们的第一次美国巡演，“The Robots in Hightops Tour”。2010年3月9日，Cash Cash发行了Alphaville的歌曲《Forever Young》的翻唱。乐队于2010年11月中旬通过环球唱片公司发行了一张名为《Red Cup (I Fly Solo)》新单曲，由Lacey Schwimmer和Spose演唱 。Jean-Paul Makhlouf与乐队成员Alex Makhlouf合作表演了《索尼克 缤纷世界》的开场主题曲《Reach for the Stars》以及片尾主题曲《Speak with your Heart》。

### 2011－2012年：《Love or Lust》与《The Beat Goes On》
2011年，由于创作差异，乐队与他们的鼓手Anthony Villacari分道扬镳，并继续以三人组合运作。Anthony Villacari继续在另一名为“Moa Desert”的三人组合中担任鼓手。他们的第二张正式专辑《Love or Lust》由日本唱片公司Twilight唱片于2011年4月19日发行。专辑中的多首歌曲出现在MTV的《泽西海岸》和《真实世界》中 。 
Cash Cash随后发行了《The Beat Goes On》，日本版为11曲目黑胶唱片，而其他所有国家的版本均为6曲目迷你专辑 。这两种形式都包含两首歌曲“Michael Jackson”和“I Like It Loud”，它们也很快被荷兰独立舞曲厂牌斯宾尼唱片作为单曲发行。 2011年，乐队在日本巡演并在巴西举办演出以宣传《Love or Lust》，并于2012年返回日本进行另一场巡演，以宣传他们向音乐家迈克尔·杰克逊致敬的新单曲“Michael Jackson (The Beat Goes On)”。“Michael Jackson”收录于专辑《538 Dance Smash 2012，Vol. 4》。2012年12月10日，Cash Cash在《Play Harder Remix EP》中发布了Krewella的《Alive》的混音 。全年，Cash Cash的诸多原创歌曲与混音歌曲在Hype Machine热门排行榜上排名第一。 
乐队为《索尼克世代》的主机版和3DS版中创作了多个混音，继续为《索尼克》系列作出贡献。 

### 2013－2015年：《Overtime》与《Lightning》等迷你专辑
2012年和2013年，乐队逐渐在舞曲界获得了关注，特别是通过与Hardwell和Nicky Romero的联系以及他们精品厂牌的发布。在2013年超世代音乐节期间，Cash Cash代表《赫芬顿邮报》与这两位音乐家进行了采访。 Cash Cash出现在了在他们各自的电台节目《Protocol Radio》 和《Hardwell on Air》中。 2013年5月20日，Cash Cash通过Protocol Recordings在Beatport上发布了Nicky Romero的《Symphonica》混音。 Romero还邀请Cash Cash于2013年10月16日在阿姆斯特丹Melkweg举行的ADE音乐节期间与Martin Garrix、Vicetone、Dimitri Vegas & Mike Mike以及JohnDahlbäck一同参加Protocol Recordings展示。Hardwell在由Revealed Recordings于2014年2月发行的《Dare You - The Remixes Part 1 》中收录了Cash Cash的混音版本。 
2013年4月16日，乐队在Twitter上宣布已与Big Beat唱片和大西洋唱片签约，并已开始为即将发布的专辑录制新材料。同一天，乐队为Capital Cities的《Safe and Sound》制作的混音收录于由Lazy Hooks和Capitol唱片发行的《Safe and Sound Remix EP》 。 2013年7月15日，该乐队发行了《Take Me Home》（由Bebe Rexha演唱 ），该曲成为他们在美国和英国排名的最高单曲。它在美国流行歌曲排行榜上排名第14 ，在美国Billboard百强单曲榜上排名第57 ，在2014年英国舞曲排行榜上首登第4，在英国单曲榜上排名第5。该曲的不插电版本以及录制过程纪录片于2013年11月发行。 2013年，Cash Cash在其SoundCloud页面和YouTube频道上发布了名为“Royalty Radio”的在线播客/电台节目。 他们的下一部作品是2013年11月8日由斯宾尼唱片发布的Showtek的《Booyah》（由We Are Loud和Sonny Wilson演唱）的渐进浩室混音。 
与大西洋唱片公司签约后，乐队发行了两张新的迷你专辑。2013年10月29日，他们发行了《Overtime EP》，其中包含六首新曲，包括由英国歌手Ella Eyre演唱的“Take Me Home”、“Hideaway”，和由爱沙尼亚歌手Kerli演唱的“Here and Now”。 2014年3月24日，乐队发行了《Lightning EP 》，其中包括一首新的单曲“Lightning”以及《Overtime EP》中之前歌曲的混音。 “Lightning”由Goo Goo Dolls的John Rzeznik演唱 ，由Cash Cash和Rzeznik谱写。包含Dash Berlin、EDX、Sex Panther和Audiobot混音的“Lightning”混音集于2014年7月21日在beatport上独家发行。 
除此之外，乐队还在2014年继续发行单曲和混音。2014年1月21日，Cash Cash和Adrian Lux发行了名为《Bullet》的合作曲。 2014年4月9日， 《滚石》在他们的网站上首次公布了清洁盗贼 的《Rather Be》的Cash Cash x Valley版混音。 Katy Perry的歌曲《Birthday》的Cash Cash混音在歌曲的官方MV结尾处展示。 
直到2013年底和2014年，乐队继续巡演，参加几个舞曲音乐节。2013年12月31日新年除夕，Cash Cash与Dada Life、Porter Robinson一同在Hammerstein宴会厅的Winter Galactic演出。 2014年2月15日，他们在Edmonton Canada's Frequency Festival演出。 2014年2月，Marquee Las Vegas宣布Cash Cash将参加他们2014年在夜总会和日间俱乐部的驻唱活动。 2014年3月27日，Cash Cash在冬季音乐大会上获得了IDMA“最具突破力艺术家（团体）”奖。 2014年春季，乐队在各种音乐节上演出。 6月29日，乐队与卡尔文·哈里斯、爱莉安娜·格兰德、珍妮弗·洛佩兹一同在WKTU's Ktuphoria event上表演。 整个2014年，Cash Cash在百威 “美国制造”之旅的多个日期进行表演。 2014年9月2日， BPM独家首播了2014年9月16日在iTunes上发行的新单曲《Surrender》。 截至2014年， EMI音乐出版公司的网站证实，Cash Cash作为词曲作者与EMI音乐出版公司签约，后者现由索尼/联合电视音乐出版公司牵头的财团所有。 2015年4月和5月，Cash Cash开始在印度尼西亚、日本、新加坡、马来西亚、中国和韩国进行海外巡演。 Cash Cash和Tritonal于2015年5月18日通过Big Beat唱片在iTunes上正式发行了他们的合作单曲《Untouchable》。该曲由英裔美国歌手JHart演唱。 为宣传该曲，Cash Cash和Tritonal开启了名为“Untouchable Tour”的联合主题巡演。 

### 2016年至今：《Blood, Sweat & 3 Years》
2016年1月29日，Cash Cash发行了由Jacquie Lee演唱的单曲《Aftershock》。在乐队与Jacquie进行了一些不插电现场表演之后，MV发行。 这首歌后来收录于专辑《Blood，Sweat＆3 Years》的预订版中。 2016年2月，乐队和巴斯达韵一起在拉斯维加斯系列巡演中的“Make That Cash Cash”演出。 整个2016年，系列巡演在各城市展开，期间邀请了iLoveMakonnen、利尔·迪基、雷·什里默德、弗伦奇·蒙塔纳、A$AP Ferg等艺人。 
2016年4月29日，Billboard正式宣布乐队的第四张正式专辑《Blood，Sweat＆3 Years》。伴随由Sofia Reyes演唱的单曲“How To Love”面世，以及一些先前发布的歌曲可立即下载，专辑预购开始。这张专辑包含与歌手碧碧·雷克萨、克里斯蒂娜·佩里、Dev、John Rzeznik、Julia Michaels 、来自Fitz and The Tantrums的Michael“Fitz”Fitpatrick、Neon Hitch，饶舌歌手B.o.B、巴斯达韵、Nelly、Trinidad James，乐队Little Daylight、Night Terrors of 1927合作的歌曲 。 专辑开始预订后，单曲“How To Love”的MV在线发布。 同日，乐队还在Sirius XM's "BPM" 频道开启了他们的新电台节目《Cash Cash Radio》。 《Blood，Sweat＆3 Years》在美国Billboard专辑200强上排名第125位。2016年6月20日，他们发布了由来自Fitz和The Tantrums的Fitz演唱的“Broken Drum”的MV。这部MV在整个拉斯维加斯拍摄，并由维兹·卡利法亲自出场。 2016年8月12日，Cash Cash发布了Britney Spears的《Make Me...》混音，该混音收录于她的官方混音集中。 同日，“Millionaire”的七曲目混音集发行。 2017年，Cash Cash与Hakkasan集团签下了拉斯维加斯独家驻唱合同，在旗下夜总会表演，包括Hakkasan ，Omnia、Wet Republic和Jewel。 作为对2017年10月1日拉斯维加斯大规模射击的回应，Cash Cash与Tiesto、Steve Aoki、Kaskade、Zedd、Celine Dion于2017年11月7日在Omnia夜总会举办了慈善晚会，为拉斯维加斯受害者基金筹募了100万美元。

## 音乐风格
The Consequence时期及Cash Cash的早期，乐队使用的是更加传统的乐队设备——现场吉他，低音吉他，鼓，键盘，声码器，Talk Box和电子乐器。Hip Online将该乐队的早期作品称为“Technopop”，而AllMusic将《Take It to the Floor》作为电子音乐、流行摇滚和emo pop。 AllMusic还将这张专辑描述为“（富含）特色的（处理过的）人声、老式合成器、具有感染力的合唱，（和）柔滑的声乐和声。”《PopMatters》注意到这张专辑的“标准情绪流行元素”，并认为该乐队的风格“暗示着男孩用一些合成窗口装扮。” 让－保罗将乐队的早期风格描述为一次“勾起70年代放克吉他回忆、融入80年代生活和乐趣”的尝试。《今日美国》在后来的一篇评论中指出，该乐队的早期作品“总是具有舞蹈音乐的感性，但慢慢地，它们就被混淆到了另类摇滚圈中了。” 
2010年初，乐队开始摆脱了标准乐队乐器，融入更多电子舞曲元素 。在接受EDM Sauce的采访时，他们谈到了他们的过渡，这是由于频繁的制作和混音。Cash Cash表示：“我认为这是一个缓慢的演变，因为我们总是为其他艺术家进行混音和制作，做着无关创作作品之事。” 在另一次接受Only The Beat的采访时，乐队表示：“当我们最初作为乐队开始时，我们的音乐走的是“流行”路线，但我们的音乐总有潜在的电子元素。一旦我们开始变化和成长，我们的音乐就会慢慢进化。“ 乐队的2011年专辑《Love or Lust》被Under the Gun Review描述为“舞蹈/力量流行音乐……充满贝斯节奏、合成器拍子、techno鼓点和舞蹈/派对/俱乐部主题”。以下版本和混音也可认为是electronica和electropop。 
Cash Cash的第一首RIAA认证歌曲《Take Me Home》被归类为一首渐进浩室舞曲。 Dancing Astronaut肯定了《Overtime EP》的浩室音乐质量，并称乐队“通过一系列电子音乐和配音音乐为世界增添光彩。” 《Overtime EP》中的歌曲如“Here and Now”和“Satellites”被归类为浩室或其子流派电子浩室。Dancing Astronaut详细阐述专辑中的歌曲道：“得益于华丽的合成器和浑浊的低音的独特混合，作品依旧给人明亮的感觉。”其他Cash Cash原创曲，如《Kiss The Sky》和《Overtime》以及Bruno Mars的《Treasure》混音，已被电子音乐博客标记为nu-disco和glitch hop。 2014年，该集团随后的单曲《Lightning》和《Surrender》也被分类为渐进浩室和电子浩室。 

## 制作设备和软件
2013年，Cash Cash在《赫芬顿邮报》采访中表示他们使用Steinberg的Cubase作为他们的数字音频工作站制作他们的音乐。 在EDM博客“Notable Dance”的另一次采访中，乐队表示“我们使用Cubase做主要编辑，但我们在Ableton上做其他乱七八糟的编辑。” 在2013年5月发行的录音室视频中，该小组讨论了他们使用的各种设备，包括复古的Roland Juno-D、Avalon AD2022前置放大器、Empirical Labs Distressor压缩器、Joe Meek Twin Q和Neumann TLM 49。在视频中，他们谈到拥有一些已停产的Samson D-1500实时分析仪。他们的扬声器装备包括Adam A8X's和一对由PreSonus中央站控制的A/B mix cube。乐队最近也将Neuman U87添加到了他们的工作室。 

## 乐队成员
当前
- Jean-Paul Makhlouf－主唱，吉他，制作
- Alexander Luke Makhlouf－键盘，声码器，Talk Box，制作，编码合成
- Samuel Warren Frisch－低音吉他，伴唱，制作，编码合成

先前
- Anthony Villacari－鼓（2007－2011）

前巡演音乐家
- Mike Doerr－吉他，备用声乐（2007－2009）

## 音乐作品
Cash Cash发行了四张录音室专辑 ，三张迷你专辑和十八张单曲 。他们在美国Billboard 舞曲/电子音乐排行榜上创造了三个前20名单曲 。

### 录音室专辑
| 《Take It to the Floor》       | - 发行日期：2008年12月23日 - 发行厂商： 环球共和国 - 形式：数字下载，CD                    | —   | — | 31 | —   |
| 《Love or Lust》               | - 发行日期：2011年4月19日 - 发行厂商：Cash Cash，Twilight（仅限日本） - 形式：数字下载，CD | —   | — | —  | 169 |
| 《The Beat Goes On》           | - 发行日期：2012年9月7日 - 发行厂商：Cash Cash， Twilight（仅限日本） - 形式：数字下载，CD | —   | — | —  | 163 |
| 《Blood, Sweat &amp; 3 Years》 | - 发布日期：2016年6月24日 - 发行厂商： Big Beat ， 大西洋唱片 - 形式：数字下载，CD         | 125 | 3 | 5  | —   |
| “ — ”表示专辑未上榜或未发布。  |                                                                                            |     |   |    |     |

### 迷你专辑
| 《Cash Cash》                 | - 发行日期：2008年10月7日 - 发行厂商：环球共和国 - 形式：数字下载，CD      | 24 |
| 《Overtime》                  | - 发行日期：2013年10月29日 - 发行厂商：Big Beat，Atlantic - 形式：数字下载 | —  |
| 《Lightning》                 | - 发行日期：2014年3月24日 - 发行厂商：Big Beat，Atlantic - 形式：数字下载  | —  |
| “ — ”表示专辑未上榜或未发布。 |                                                                            |    |

### 单曲
| 标题                                                           | 年份 | 排名峰值 | 排名峰值 | 排名峰值 | 排名峰值 | 排名峰值 | 排名峰值 | 排名峰值 | 排名峰值 | 排名峰值 | 销量认证                                     | 专辑                                   |
| 标题                                                           | 年份 | 美国     | 美国舞曲 | 澳大利亚 | 奥地利   | 法国     | 德国     | 荷兰     | 新西兰   | 英国     | 销量认证                                     | 专辑                                   |
| -------------------------------------------------------------- | ---- | -------- | -------- | -------- | -------- | -------- | -------- | -------- | -------- | -------- | -------------------------------------------- | -------------------------------------- |
| 《Party in Your Bedroom》                                      | 2009 | —        | —        | —        | —        | —        | —        | —        | —        | —        |                                              | 《Take It to the Floor》               |
| 《Everytime We Touch》                                         | 2009 | —        | —        | —        | —        | —        | —        | —        | —        | —        |                                              | 未收录                                 |
| 《Forever Young》                                              | 2010 | —        | —        | —        | —        | —        | —        | —        | —        | —        |                                              | 未收录                                 |
| 《Red Cup (I Fly Solo)》 (featuring Lacey Schwimmer and Spose) | 2010 | —        | —        | —        | —        | —        | —        | —        | —        | —        |                                              | 未收录                                 |
| 《Victim of Love》                                             | 2011 | —        | —        | —        | —        | —        | —        | —        | —        | —        |                                              | 《Love or Lust》                       |
| 《Sexin' on the Dance Floor》 (featuring Jeffree Star)         | 2011 | —        | —        | —        | —        | —        | —        | —        | —        | —        |                                              | 《Love or Lust》                       |
| 《Michael Jackson》                                            | 2012 | —        | —        | —        | 79       | —        | 25       | 25       | —        | —        |                                              | 《The Beat Goes On》                   |
| 《Overtime》                                                   | 2012 | —        | 39       | —        | —        | —        | —        | —        | —        | —        |                                              | 《Overtime》                           |
| 《Take Me Home》 (featuring Bebe Rexha)                        | 2013 | 57       | 6        | 7        | 63       | —        | 86       | —        | 28       | 5        | - ARIA: 白金 - RIAA: 白金 - MC: 金 - BPI: 银 | 《Overtime》《Blood, Sweat & 3 Years》 |
| 《Lightning》 (featuring John Rzeznik)                         | 2014 | —        | 39       | —        | —        | —        | —        | —        | —        | —        |                                              | 《Blood, Sweat & 3 Years》             |
| 《Surrender》                                                  | 2014 | —        | 19       | —        | —        | —        | —        | —        | —        | —        |                                              | 《Blood, Sweat & 3 Years》             |
| 《Untouchable》 (with Tritonal)                                | 2015 | —        | 27       | —        | —        | —        | —        | —        | —        | —        |                                              | 未收录                                 |
| 《Devil》 (featuring Busta Rhymes, B.o.B and Neon Hitch)       | 2015 | —        | 28       | —        | —        | —        | —        | —        | —        | 110      |                                              | 《Blood, Sweat & 3 Years》             |
| 《Escarole》                                                   | 2015 | —        | —        | —        | —        | —        | —        | —        | —        | —        |                                              | 《Blood, Sweat & 3 Years》             |
| 《Aftershock》 (featuring Jacquie Lee)                         | 2016 | —        | —        | —        | —        | —        | —        | —        | —        | —        |                                              | 《Blood, Sweat & 3 Years》             |
| 《How to Love》 (featuring Sofia Reyes)                        | 2016 | —        | 16       | —        | —        | —        | —        | —        | —        | —        |                                              | 《Blood, Sweat & 3 Years》             |
| 《Millionaire》 (with Digital Farm Animals featuring Nelly)    | 2016 | —        | 22       | 63       | —        | —        | —        | 46       | —        | 25       | - BPI: 金                                    | 《Blood, Sweat & 3 Years》             |
| 《Broken Drum》 (featuring Fitz of Fitz and The Tantrums)      | 2016 | —        | 44       | —        | —        | —        | —        | —        | —        | —        |                                              | 《Blood, Sweat & 3 Years》             |
| 《Matches》 (with Rozes)                                       | 2017 | —        | 38       | —        | —        | —        | —        | —        | —        | —        |                                              | 未收录                                 |
| 《All My Love》 (featuring Conor Maynard)                      | 2017 | —        | 23       | —        | —        | —        | —        | —        | —        | —        |                                              | 未收录                                 |
| 《Belong》 (with Dashboard Confessional)                       | 2017 | —        | —        | —        | —        | —        | —        | —        | —        | —        |                                              | 未收录                                 |
| 《Jewel》 (featuring Nikki Vianna)                             | 2018 | —        | 35       | —        | —        | —        | —        | —        | —        | —        |                                              | 未收录                                 |
| 《Finest Hour》 (featuring Abir)                               | 2018 | —        | 14       | —        | —        | —        | —        | —        | —        | —        |                                              | 未收录                                 |
| 《Call You》 (featuring Nasri of Magic!)                       | 2018 | —        | —        | —        | —        | —        | —        | —        | —        | —        |                                              | 未收录                                 |
| “ — ”表示单曲未上榜或未发布。                                  |      |          |          |          |          |          |          |          |          |          |                                              |                                        |

### 混音和制作
| 年份 | 标题                                                                                       |
| ---- | ------------------------------------------------------------------------------------------ |
| 2008 | Cobra Starship featuring Tyga – City Is at War (Remix)                                     |
| 2008 | Tyga – No Introduction (Additional programming)                                            |
| 2009 | Cobra Starship – Good Girls Go Bad (Remix)                                                 |
| 2009 | Cobra Starship – Monkey Magic (Mixed)                                                      |
| 2010 | Stereo Skyline – Tongue Tied (Remix)                                                       |
| 2010 | Millionaires – Stay the Night (Remix)                                                      |
| 2011 | All Time Low – I Feel Like Dancin' (Remix)                                                 |
| 2011 | Big Time Rush – Til I Forget About You (Remix)                                             |
| 2012 | Boys Like Girls – Crazy World LP (Additional production)                                   |
| 2012 | Calvin Harris featuring Ne-Yo – Let's Go (Remix)                                           |
| 2012 | Conor Maynard – Vegas Girl (Remix)                                                         |
| 2012 | Jeffree Star – Legs Up (Co-wrote, production and mixed)                                    |
| 2012 | Katy Perry – Part of Me (Remix with The Jane Doze)                                         |
| 2012 | Lady Gaga – Marry the Night (Remix)                                                        |
| 2012 | Kelly Clarkson – Catch My Breath (Remix)                                                   |
| 2012 | Krewella – Alive (Cash Cash x Kalkutta Remix)                                              |
| 2012 | Megan & Liz – Bad For Me (Additional production)                                           |
| 2012 | Nervo and Hook N Sling – Reason (Remix with The Jane Doze)                                 |
| 2013 | Nicky Romero – Symphonica (Remix)                                                          |
| 2013 | Bruno Mars – Treasure (Remix)                                                              |
| 2013 | Capital Cities – Safe And Sound (Cash Cash Remix)                                          |
| 2013 | Vicetone – Heartbeat (Remix)                                                               |
| 2013 | Krewella – Live for the Night (Produced and co-wrote)                                      |
| 2013 | Icona Pop – All Night (Remix)                                                              |
| 2013 | Clinton Sparks featuring 2 Chainz, Macklemore and DA – Gold Rush (Cash Cash x Gazzo Remix) |
| 2013 | Showtek – Booyah (Remix)                                                                   |
| 2013 | Hardwell featuring Matthew Koma – Dare You (Cash Cash Remix)                               |
| 2014 | Rudimental – Free (Cash Cash x Gazzo Remix)                                                |
| 2014 | Clean Bandit featuring Jess Glynne – Rather Be (Cash Cash x Valley Remix)                  |
| 2014 | Katy Perry – Birthday (Cash Cash Remix)                                                    |
| 2015 | Rudimental and Ed Sheeran – Lay It All On Me (Cash Cash Remix)                             |
| 2016 | Years & Years – King (Cash Cash Remix)                                                     |
| 2016 | Britney Spears featuring G-Eazy – Make Me (Cash Cash Remix)                                |
| 2016 | Tritonal and Jenaux featuring Adam Lambert – Broken (Cash Cash Remix)                      |
| 2016 | David Guetta and Cedric Gervais – Would I Lie To You (Cash Cash Remix)                     |
| 2017 | Jon Bellion – All Time Low (Cash Cash Remix)                                               |
| 2017 | Clean Bandit featuring Zara Larsson – Symphony (Cash Cash Remix)                           |
| 2017 | P!nk - What About Us (Cash Cash Remix)                                                     |
| 2017 | Kelly Clarkson - Love So Soft (Cash Cash Remix)                                            |
| 2017 | Liam Payne - Bedroom Floor (Cash Cash Remix)                                               |
| 2018 | Troye Sivan - My My My! (Cash Cash Remix)                                                  |
| 2018 | Lovelytheband - Broken (Cash Cash Remix)                                                   |